# Nightmare (película de 2000)
Nightmare (가위,Gawi) también Horror Game Movie o Scissors, es una película de Terror Coreano de 2000. Está protagonizada por Kim Gyu Ri, Ha Ji Won y Choi Yoon y dirigida por Ahn Byeong-Ki, que poco después dirigió Phone (2002), Bunshinsaba (2004) y APT (2006).

## Trama
Seon-ae vuelve a Seúl tras haber pasado unos años en USA. Tanto ella como sus amigos de la universidad han crecido, pero aun tienen presente el suicidio de su misteriosa compañera Kyung-ah. Seon-ae está aterrorizada y asegura que el fantasma de Kyuang-ah la persigue.¿Es un ser fantasmal o es solo su imaginación? ¿Qué es esta cinta misterioso que todos se preguntan?...

## Reparto
- Kim Gyu Ri - Hye Jin
- Choi Jung-yoon - Seon Ae
- Ha Ji Won - Eun Ju
- Yoo Ji Tae - Hyun Jun
- Yoo Jun-sang - Jung-wook
- Jeong Joon - Se Hun
- Jo Hye Yeong - Mi Ryeong

## Problemas de DVD
La edición original de Tartan Video de la Región 1 tiene una imagen verticalmente estirada (la película se presenta en 1.85:1 1.74:1), lo que provoca una distorsión apreciable de ángulos, así como hace parecer todo más delgado de lo que debería.